# Sir

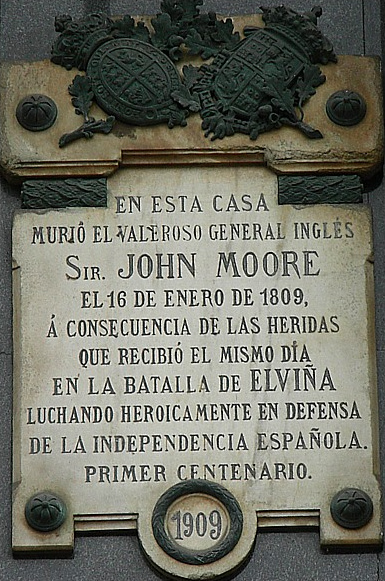
Náhrobek sira Johna Moorea

Sir (anglicky [sɜː]IPA) je zdvořilostní oslovení muže používané v anglicky mluvících zemích. Často se používá k oslovení nadřízeného např. ve vojenských a policejních složkách. V některých zemích je titulem šlechtickým.
Titul vznikl zkrácením staršího sire obdobného významu přejatého z francouzštiny, které přes sieur (viz monsieur) a seigneur, oboje zdvořilostní „pán“, má původ v latinském adjektivu senior, starší. Sire (s velkým S, čteno česky) může sloužit také v češtině k oslovování panovníků. 
Podle jiného, ojedinělého výkladu pochází titul sir z řeckého Cyr, jež bylo původně titulem byzantských císařů a znamenalo „významný pán“.

## Velká Británie
V Británii a některých zemích Commonwealthu se používá ve spojení se jménem jako oslovení nebo titul nositelů nižšího šlechtického titulu rytíř nebo baronet. Používá se ve spojení s křestním jménem nebo celým jménem, nepoužívá se se samotným příjmením (například sir Paul McCartney může být osloven „sire Paule“, ale nikoliv „sire McCartney“). Titul sir lze nejen získat za zásluhy, ale také zdědit, ženské oslovení madam není plnohodnotným ekvivalentem. Ženským plnohodnotným ekvivalentem je titul dáma (Dame).

### Známí nositelé titulusir
jen krátký výběr
- David Attenborough
- Richard Attenborough
- Tim Berners-Lee
- Richard Branson
- Arthur Charles Clarke
- Sean Connery
- Daniel Day-Lewis
- Arthur Conan Doyle
- Alex Ferguson
- Michael Gambon
- John Eliot Gardiner
- Alec Guinness
- Lewis Hamilton
- Alfred Hitchcock
- Ian Holm
- Anthony Hopkins
- Peter Jackson
- Mick Jagger
- Elton John
- Tom Jones
- Ben Kingsley
- František Lampl
- Christopher Lee
- Paul McCartney
- Ian McKellen
- Roger Moore
- Tom Moore
- Stirling Moss
- Isaac Newton
- Karl Raimund Popper
- Terry Pratchett
- Simon Rattle
- Cliff Richard
- Salman Rushdie
- Clive Sinclair
- Georg Solti
- Ringo Starr
- Patrick Stewart
- Peter Ustinov
- Nicholas Winton

## Filipíny
Výsadou členů Řádu rytířů Rizala je užívání titulu Sir před jejich jménem, zatímco manželky rytířů přidávají před křestní jména titul Lady. Titulatura platí pro mluvenou i písemnou verzi na území Filipín.